# Clinique de Champagne de Reims
La clinique de Champagne de Reims est un établissement implanté à Reims, en France.
Bien que portant le nom de clinique, elle est rattachée au CHU de Reims. C‘est le seul établissement du CHU situé au centre-ville de Reims.

## Localisation
La clinique de Champagne est située 1-3-5  rue de l'Université à Reims dans la Marne en France.

## Historique
La Clinique Chirurgicale mutualiste, ou clinique de Champagne, a été construit sur l’emplacement de l’ancien hôtel  « le Régina Palace Hôtel » par l’architecte Jean Urbain (1920-1960).
Elle ouvre en 1956.
Les bâtiments de la clinique ont été repris par le CHU de Reims en 1990.
En décembre 2019, la maison médicale de garde (MMG), créé en 2000, est transférée au CHU de Reims rue Cognacq-Jay.

## Entités actuelles présentes à la clinique de Champagne
La Clinique de Champagne accueille des activités médico-psychologiques et des réseaux de
santé :
- Depuis septembre 2016, un Centre d’Accueil Thérapeutique à Temps Partiel (CATTP) Maupassant  dédié aux adolescents.
- Le  Centre médicopsychologique  (CMP) Charles Perrault.
- Le  Centre médicopsychologique  (CMP) Maupassant .